# Biakparadiskungsfiskare
Biakparadiskungsfiskare (Tanysiptera riedelii) är en fågel i familjen kungsfiskare inom ordningen praktfåglar.

## Utbredning och systematik
Fågeln förekommer på ön Biak utanför Nya Guinea (Indonesien). Den behandlas som monotypisk, det vill säga att den inte delas in i några underarter.

## Status
IUCN kategoriserar arten som nära hotad.